# マツセダイチ
マツセ ダイチ（1986年1月1日 - ）は、日本の漫画家。大阪府羽曳野市出身。東京都練馬区在住。

## エピソード
同志社大学在学中の2008年、第20回「黒潮マンガ大賞」に入選、その時審査員をしていた編集者八巻和弘に上京を勧められている。その後、2009年4月に上京し、アシスタント修業、「GET THE SUN 新人賞」準グランプリ受賞、読切掲載と、とんとん拍子に進み、上京後わずか1年で連載を勝ち取った。
2014年から2019年まで「Re:ゼロから始める異世界生活」の第一章および第三章のコミカライズを担当。

## 受賞歴
- WHAT A PANDAFUL WORLD!（黒潮マンガ大賞 第20回 入選）※松瀬大地名義
- ヤニ少女、月夜を翔る（GET THE SUN 新人賞 第3回 準グランプリ）

## 作品リスト

### 漫画作品

#### 連載
- FULL SWING（原作：武論尊、『ゲッサン』2010年6月号 - 2012年5月号）
- Re:ゼロから始める異世界生活 第一章 王都の一日編（原作：長月達平、『月刊コミックアライブ』2014年8月号 - 2015年4月号）
- Re:ゼロから始める異世界生活 第三章 Truth of Zero（原作：長月達平、『月刊コミックアライブ』2015年7月号 - 2019年11月号）
- 君は月夜に光り輝く（原作：佐野徹夜、『ダ・ヴィンチ』2018年9月号 - 2019年8月号）
- あの花が咲く丘で、君とまた出会えたら。（原作：汐見夏衛、『電撃コミックレグルス』2021年9月17日 - 2022年7月15日）[3]
- ゴブリンスレイヤー デイ・イン・ザ・ライフ（原作：蝸牛くも、キャラクター原案：神奈月昇、『月刊ビッグガンガン』2023年Vol.01[4] - 2024年Vol.12[5]）

#### 読み切り
- ヤニ少女、月夜を翔る（『ゲッサン』2009年10月号）
- Smile（『ゲッサン』2010年2月号）
- A Day In The Life（『ゲッサン』2012年11月号）
- 六角少女関係（『ゲッサン』2013年2月号）
- ストロベリー フィールズ フォーエバー（『ゲッサン』2013年9月号別冊付録 ゲッサンmini3号）
- Hello,Little Girl（『ゲッサン』2013年11月号別冊付録 ゲッサンmini4号）

### 書籍
- 『FULL SWING』、原作：武論尊、小学館〈ゲッサン少年サンデーコミックススペシャル〉2010年 - 2012年、全5巻
- 『Re:ゼロから始める異世界生活 第一章 王都の一日編』、原作：長月達平、KADOKAWA〈MFコミックス アライブシリーズ〉2014年 - 2015年、全2巻
- 『Re:ゼロから始める異世界生活 第三章 Truth of Zero』、原作：長月達平、KADOKAWA〈MFコミックス アライブシリーズ〉2015年 - 2020年、全11巻
- 『君は月夜に光り輝く』、原作：佐野徹夜、KADOKAWA〈MFコミックス〉2019年、全2巻
- 『あの花が咲く丘で、君とまた出会えたら。』、原作：汐見夏衛、KADOKAWA〈電撃コミックスNEXT〉2022年、全2巻
- 『ゴブリンスレイヤー デイ・イン・ザ・ライフ』、原作：蝸牛くも、キャラクター原案：神奈月昇、スクウェア・エニックス〈ビッグガンガンコミックス〉2023年 - 2025年、全3巻

### その他
- バスタード・ソードマン（著：ジェームズ・リッチマン、ファミ通文庫）イラスト